# Vital Keuller
Vital Keuller, né à Lille, le 27 avril 1866 et mort à Schaerbeek, 30 juin 1945, est un peintre, graphiste et affichiste belge.

## Biographie
Né à Lille le 27 avril 1866, Marie Henri Godefroi Vital Keuller est le fils de parents belges qui vivent pour des raisons professionnelles à Lille au moment de sa naissance : Henri François Keuller, marbrier originaire de Neerlinter et Marie Anne Jeanne Van Orshoven, native de Heverlee.
Vital Keuller effectue ses études à l'Académie royale des beaux-arts de Bruxelles auprès de Jean Portaels et Joseph Stallaert. En 1891, il réalise le portrait du prince Baudouin sur son lit de mort. Lors de l'Exposition universelle de 1897, il a la charge de l'exécution d'un cortège représentant l'histoire du Congo, dont le défilé se fait devant la famille royale. La même année, il réalise la décorations des salons de l'Hôtel de ville de Bruxelles destinés à la réception des hôtes de marque. En 1900, il fait partie du comité administratif de la Société Nationale des Aquarellistes et Pastellistes de Belgique et expose lors de plusieurs salons annuels de l'association. En 1905, il est chargé de la direction artistique du cortège dans les Jardins de l'Exposition de Bruxelles. 
Il vit à Ostende avant 1914 où il reçoit la visite de la reine d'Italie, Marguerite de Savoie, qui lui achète plusieurs de ses tableaux. Il devient directeur artistique du Cercle Artistique d'Ostende. Il s'enfuit en Grande-Bretagne au début de la Première Guerre mondiale, mais n'est pas revenu à Ostende longtemps après la guerre. Il traverse d'abord la Bretagne, les Ardennes et la Campine. Sa carrière s'est principalement déroulée à Sint-Mariaburg près d'Anvers, où il possédait une villa avec un studio. Durant les dernières années de vie, il a vécu avec sa deuxième épouse à Schaerbeek, (avenue Clays, no 14) où il n'a peint que des paysages. Il est mort un an après sa seconde épouse.
Sa fille Renée Keuller (1899-1981) est également une artiste douée. Elle peint des paysages, des nus, des natures mortes et des portraits.

## Œuvre
Keuller a peint des portraits, des figures, des paysages réalistes, des marines, des vues de ville, de ferme et de village très réalistes. Outre la côte et la Campine anversoise, il a également souvent cherché l'inspiration dans les Ardennes. Il connaît un succès remarquable avant la Première Guerre mondiale. Pendant la guerre, il s'exile en Angleterre et réalise près de 143 portraits dont ceux de la Princesse Ranec de Sarawak, du Lord Chancelor Buckmaster, de Lady Colebrook, de Lady Samuel, de Lady Cunard, d'Elisabeth Asquith, de Lord Beddington, de lord Brinton, de Lady Cohen, de Mr. Shaw, etc. En Belgique, il fait les portraits du colonel Van Dooren, du général Mhieu, du major Radelet, d'Alfred Martougin, de Charles Cnoops, etc.

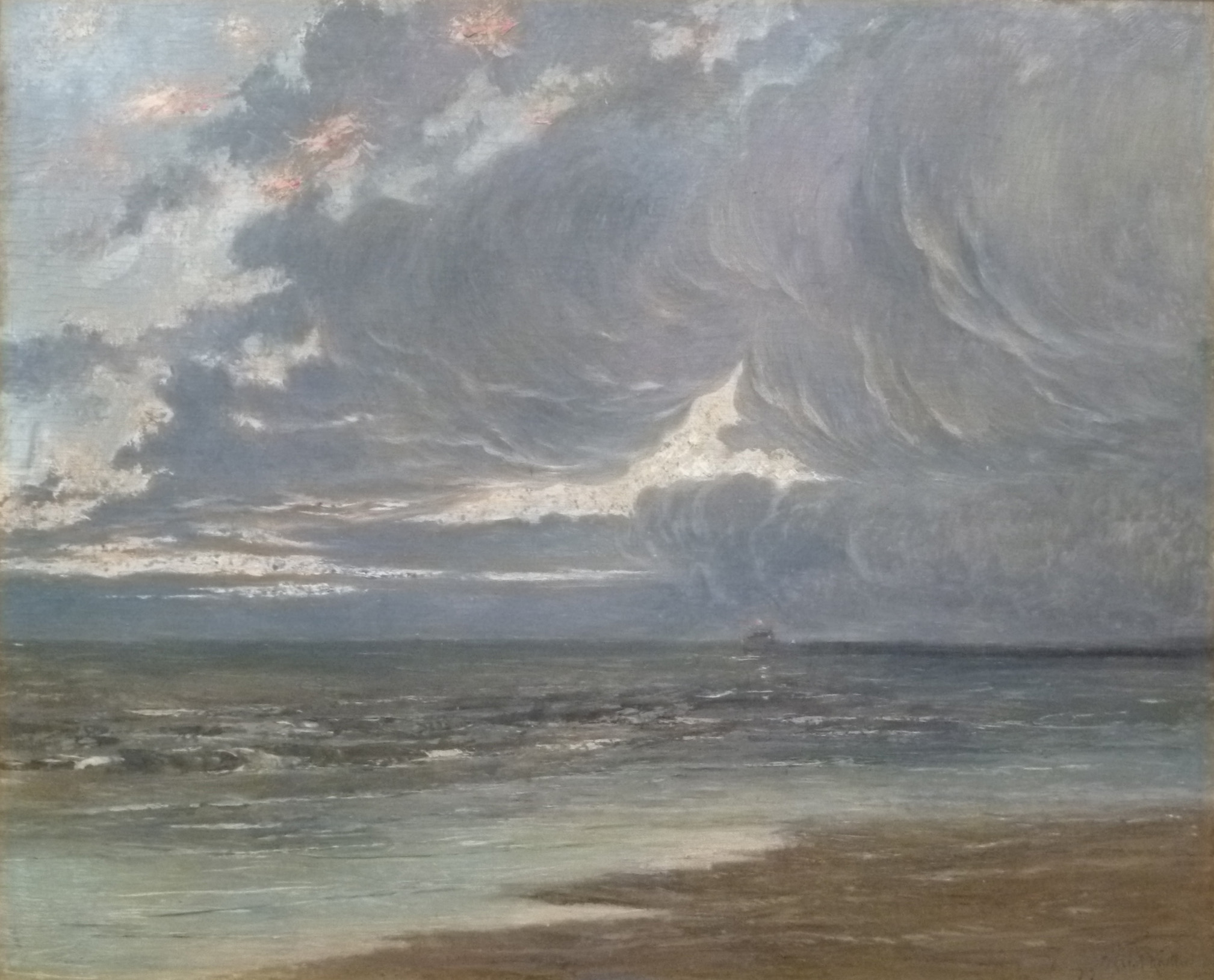
La mer au crépuscule à Ostende, propriété privée.

Ses portraits réalistes ont été très appréciés. Ses scènes de forêt montrent un jeu variable de lumière et d'ombre, mais ont peu évolué dans la technique et la couleur au fil des ans. Ses marines très recherchées peuvent facilement résister à la comparaison avec l'œuvre de Louis Artan. La plupart datent de son séjour à Ostende dans les années 1906-1909.

## Expositions
Il a participé à plusieurs expositions collectives.
Parmi les expositions particulières, citons : 
- 1922 : À la Salle des fêtes de la Ville d'Anvers
- 1923 : Au Palace et au Kursaal d'Ostende
- 1924 : À la Salle Oor à Anvers
- 1925 : Au Cercle de l'U.M.A. de Liège
- 1926 : Au Kursaal d'Ostende
- 1926 : À Verviers Beaux-arts
- 1926 : À Verviers Salle de l'Émulation
- 1927 : À la Salle Mobilia à Bruxelles
- 1928 : À la Salle de la Meuse à Verviers
- 1928 : À la Salle de la Meuse à Liège
- 1929 : A la Salle Apollo à Bruxelles
- 1929 : À la Salle de la Meuse à Verviers
- 1930 : À l'Exposition Universelle d'Anvers
- 1931 : Au Albert-Plage Casino
- 1931 : Au Palace et au Kursaal d'Ostende
- 1932 : À la Salle Fonteyn à Louvain
- 1932 : À la Salle des Beaux-arts de Tirlemont
- Rétrospective au Stadsfeestzaal de Lokeren (1988).
- Rétrospective au Musée des Beaux-Arts d'Ostende (1992).

## Les collections
- Collection de la Communauté flamande.
- Anvers, ancien musée Vleeshuis.
- Bruxelles, Musée de l'armée et de l'histoire militaire.
- Ostende, Mu.ZEE.